# Renfe série S-448
La Renfe série 448 est une suite d'automotrices électriques grandes lignes de la Red Nacional de los Ferrocarriles Españoles. 

## Historique
Les bons résultats obtenus par la série 444 poussent la Renfe à passer de nouvelles commandes de ce type de matériel pour se substituer aux rames tractées en trafic intercité. Elles sont d'abord nommées 444.5, mais leur vitesse supérieure et la décoration différente incite la Renfe à utiliser la numérotation 448 à partir de 1992.
Les six premières machines sont livrées avec un pare brise arrondi qui les fait surnommer « lavadoras » (machines à laver). Avec les rénovations ultérieures, cette spécificité a disparu.
À partir de 2000, les rames ont été rénovées. Elles ont perdu la première classe et le bar pour gagner en capacité et elles ont été climatisées. Les cabines de conduites ont reçu une nouvelle carrosserie. Les rames rénovées sont numérotées dans la série 448 R.

## Galerie

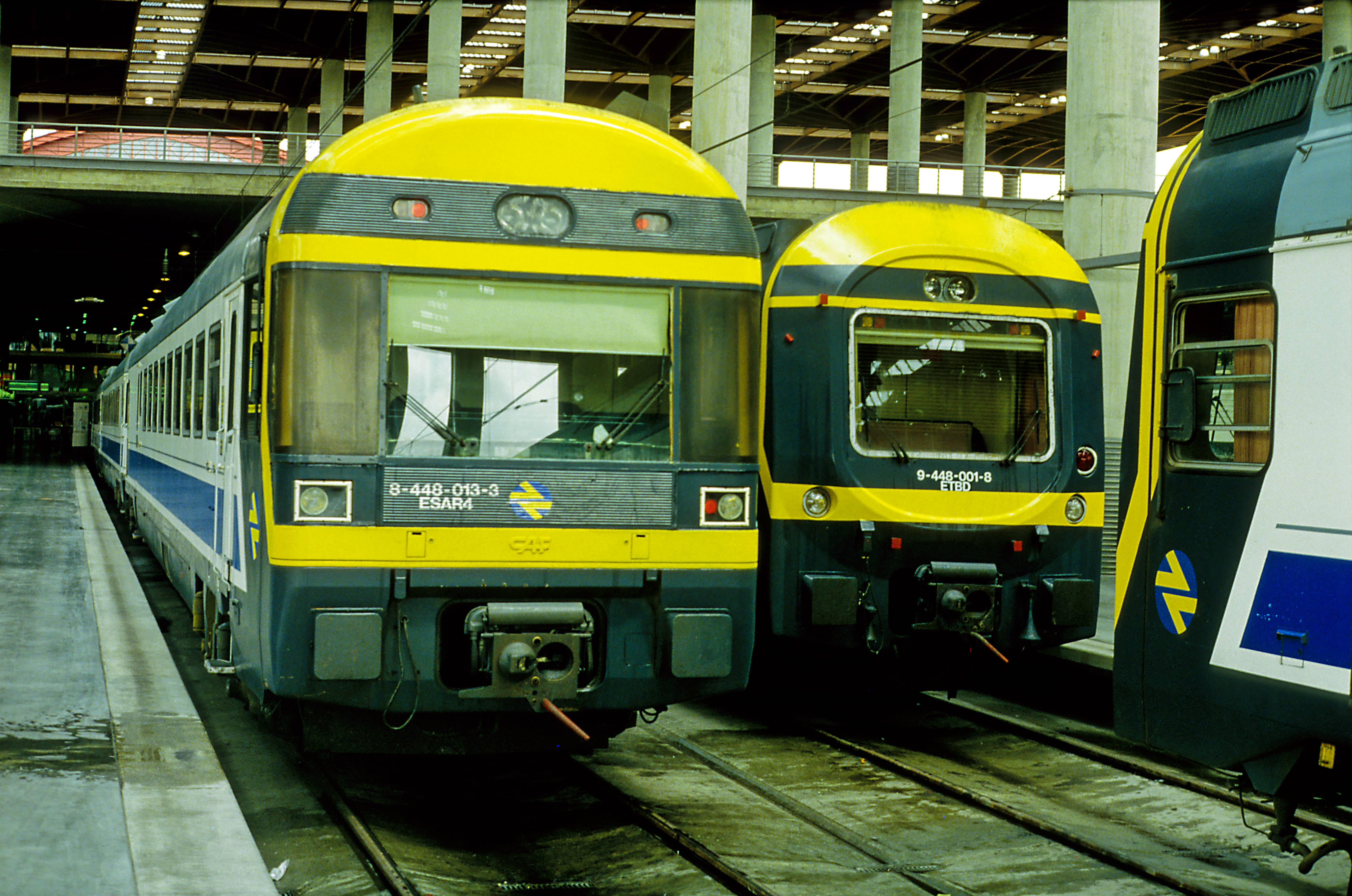
Deux 448 livrée d'origine
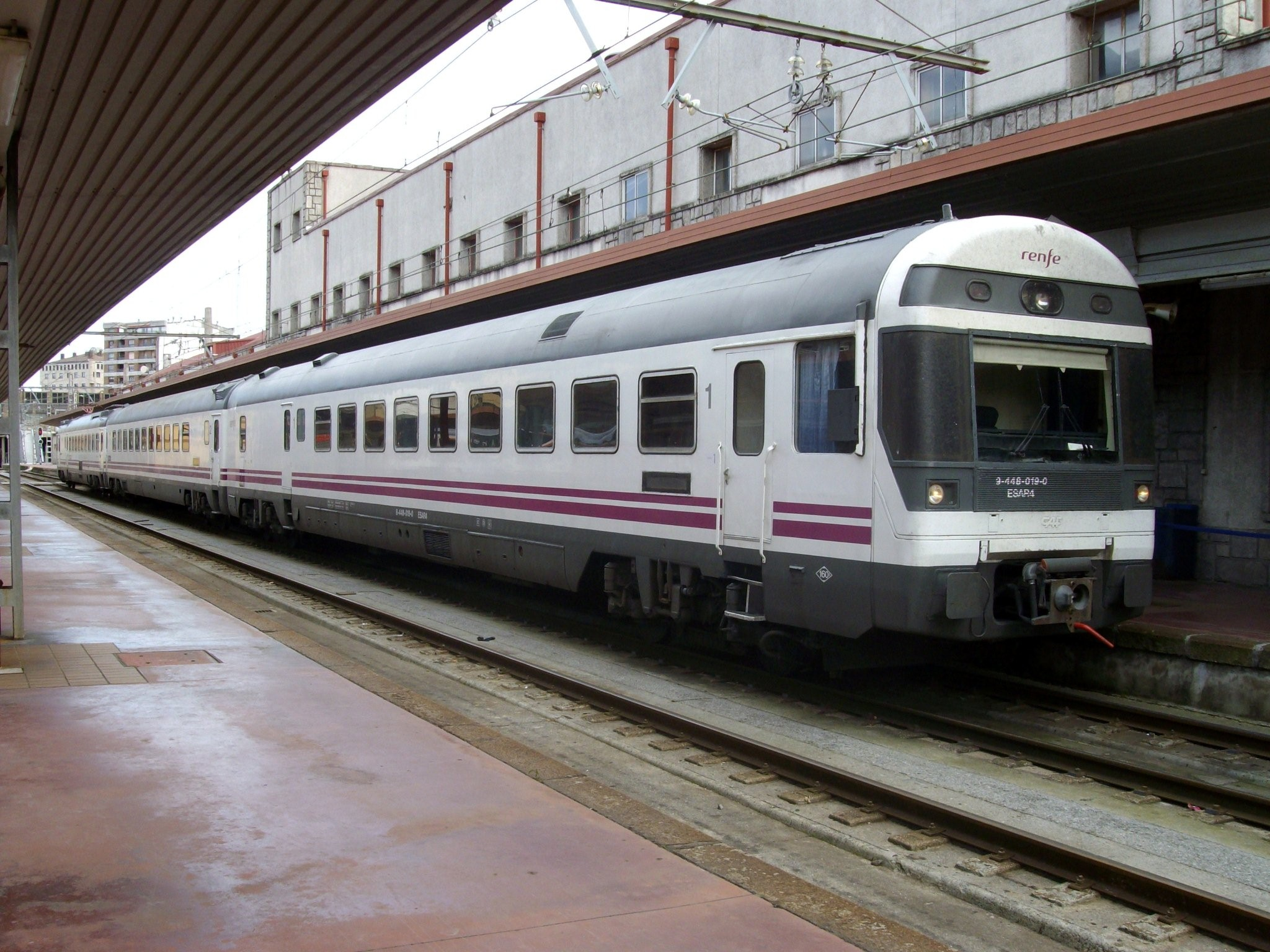
Livrée plus récente
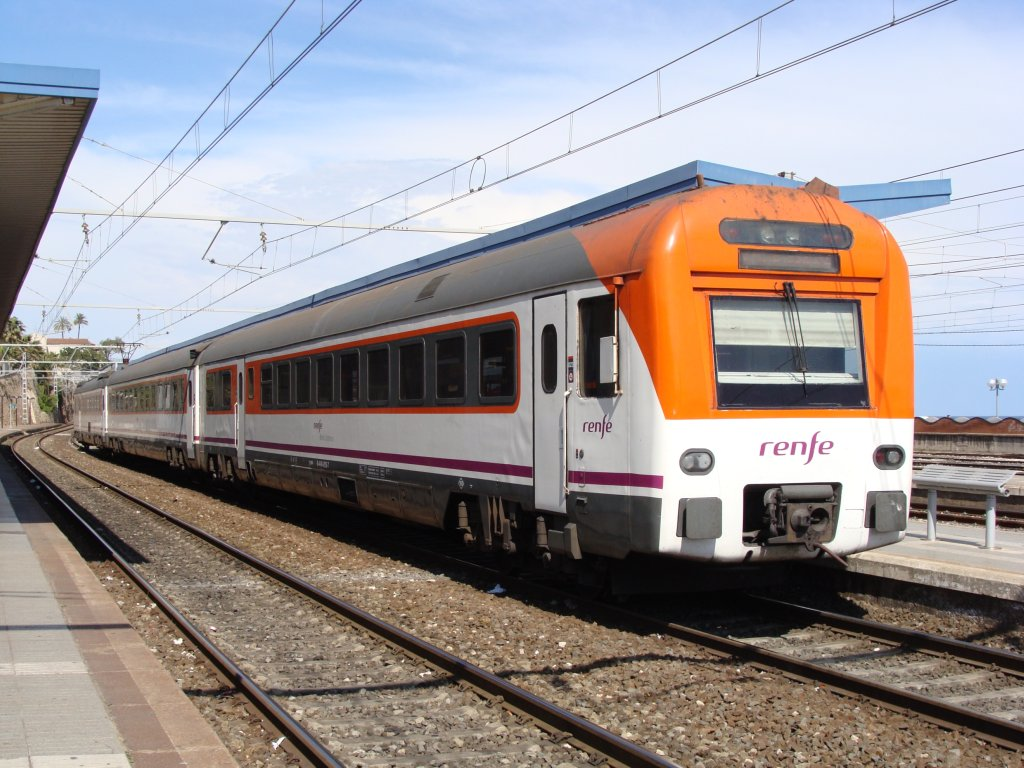
Rame rénovée
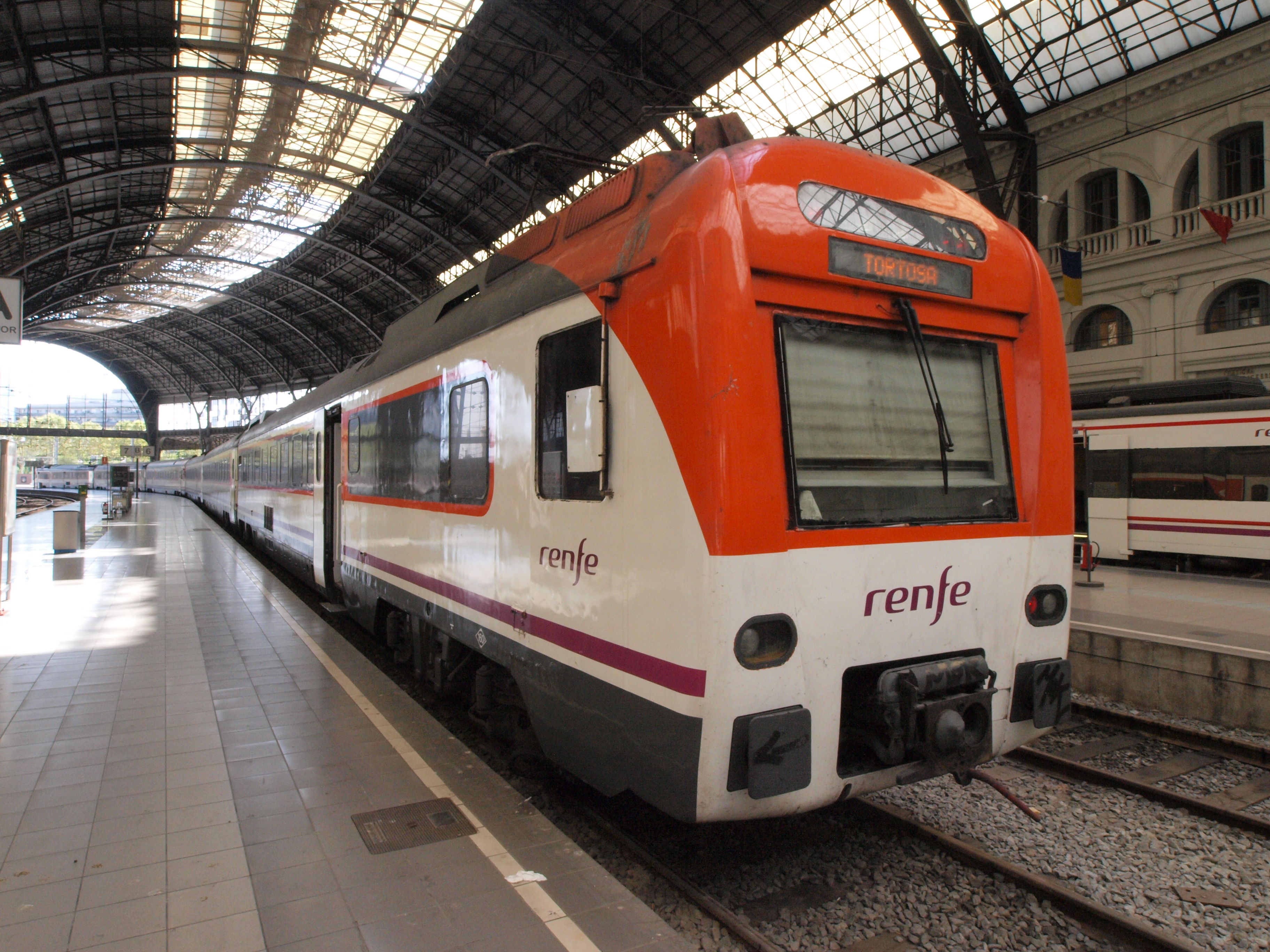
Autre modèle rénové
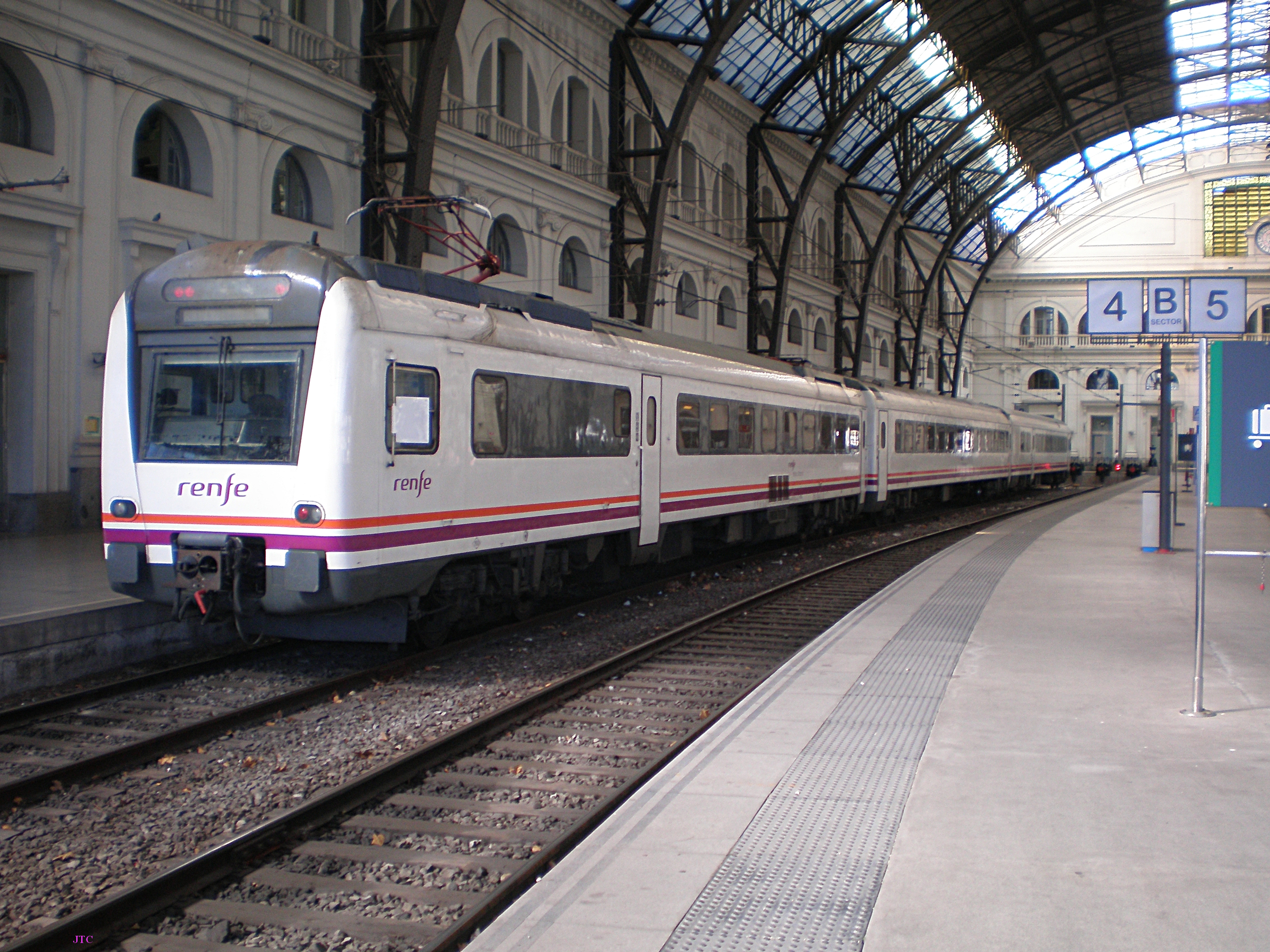
Gare de Barcelone-França.